# Franz Schieß
Franz Schieß (Sankt Pölten, 21 de fevereiro de 1921 — Golfo de Nápoles, 2 de setembro de 1943) foi um piloto de caça austríaco da Luftwaffe e recebeu a Cruz de Cavaleiro da Cruz de Ferro durante a Segunda Guerra Mundial. Participou de 657 missões de combate e foi creditado com 67 vitórias aéreas, (14 na Frente Oriental e 53 contra os Aliados Ocidentais) enquanto voava no Messerschmitt Bf 109.

## Carreira
Durante a campanha polonesa, ele prestou serviço no Exército antes de se transferir para a Luftwaffe e passar pelo treinamento de piloto de caça em 1940. Schieß foi destacado para o Geschwaderstab (quartel-general) da Jagdgeschwader 53, com base na frente do Canal em março de 1941, então serviu, a partir de dezembro de 1941, como Geschwader Adjutant. Permanecendo lá por quase dois anos, ele estabeleceu uma estreita amizade com o Geschwaderkommodore (comandante de ala) Günther Freiherr von Maltzahn.
Em 22 de junho de 1941, o dia de abertura da Operação Barbarossa, Schieß obteve suas primeiras vitórias destruindo um caça biplano I-153 e um bombardeiro Ilyushin DB-3. Os membros de seu Staffel o chamavam de "Nawratil", por causa de seu nome de indicativo de chamada de rádio.
Depois de matar 14 na Frente Oriental, ele foi retirado em agosto, junto com o resto do JG 53 e, após descanso e reequipamento na Alemanha, foi enviado em dezembro para o Mediterrâneo. Operando na Sicília, Schieß voou missões sobre Malta, marcando 11 vitórias. Ao longo de 1942, e reequipado com o novo Bf 109 G-2, ele superou seu Geschwaderkommodore. Em novembro, o Stab foi transferido para a Tunísia, onde Schieß continuou seu sucesso, obtendo mais 13 vitórias, incluindo um bombardeiro quadrimotor B-17 em 29 de janeiro de 1943, sua 36.ª vitória.
O Leutnant Schieß recebeu a Cruz Germânica em Ouro (Deutsches Kreuz in Gold) em 23 de janeiro de 1943 como membro do Stab/JG 53. Em 16 de fevereiro de 1943, o agora Oberleutnant Schieß foi nomeado Staffelkapitän (líder do esquadrão) do 8./JG 53. Ele era considerado um dos pilotos mais entusiastas e agressivos do teatro mediterrâneo, e frequentemente voava em missões de escolta para os transportes Ju 52 enquanto tentavam evacuar o pessoal para fora da África. Em 18 de abril, ele abateu um Spitfire (para sua 43.ª vitória), mas mesmo assim 24 veículos pesados foram abatidos e outros 35 danificados, no que ficou conhecido como o "Massacre do Domingo de Ramos".
Mesmo quando sua unidade foi evacuada de volta para a Sicília após a queda de Túnis em abril de 1943, ele ainda voava para a Tunísia todos os dias fazendo missões de combate antes de retornar à Sicília todas as noites, escrevendo para casa sobre "combates aéreos maravilhosos". Ele obteve 29 vitórias como líder do 8./JG 53 e atingiu 50 vitórias ao abater um P-38 sobre o mar ao sul da Sicília em 21 de maio. Schieß foi premiado com a Cruz de Cavaleiro em 21 de junho por 55 vitórias e, em seguida, foi enviado em licença por 2 meses, perdendo assim as batalhas aéreas sobre a invasão da Sicília. Voltando ao 8./JG 53 em meados de agosto, sua unidade estava agora voando do sul da Itália contra os Aliados, que estavam montando uma campanha combinada para destruir a rede de transporte antes da invasão do continente italiano. Schieß abateu 12 aeronaves inimigas em 11 dias, das quais sete eram caças bimotores P-38 . Junto com Jürgen Harder do III./JG 53, Schieß foi promovido ao posto de Hauptmann em 1 de setembro de 1943.

## Morte
No dia seguinte, em 2 de setembro de 1943, Schieß liderou uma luta contra uma formação de bombardeiros B-25 da USAAF que atacava os pátios de triagem em Cancello, Nápoles. Sua unidade envolveu a escolta de caças do P-38 Lightnings. Incapaz de romper a tela do caça para atacar os bombardeiros, ele seguiu a força de volta ao Golfo de Salerno. Sua batalha final ocorreu na ilha de Ísquia; por volta das 13h45, os pilotos ouviram o rádio de Franz Schieß: "De novo para eles, preparem-se todos!" Na época, a formação estava de 30 a 40 km a sudoeste de Ísquia quando o ala de Hauptmann Schieß foi forçado a se afastar por dois Lightnings e perdeu de vista seu Staffelkapitän. Dez dos P-38s foram abatidos, mas o Bf 109 G-6 de Schieß (Werknummer 160 022—número de fábrica) "Preto 1 + I", caiu no Mediterrâneo a 30-50 km SSW de Ischia no Golfo de Salerno. Embora não tenha sido testemunhado, ele provavelmente foi abatido por um P-38.
Em 27 de setembro, Günther von Maltzahn escreveu aos pais de Schieß expressando a estreita amizade que compartilhavam:

Peço que você e seu marido aceitem minha mais sincera condolência, e de meu Geschwader, pelo golpe do destino indizivelmente duro que se abateu sobre seu filho Franz.
Posso compreender como deve ser difícil aceitar a ideia de que você nunca mais verá seu filho Franz nesta vida. Não se poderia desejar um oficial melhor. Não só existia uma camaradagem e uma confiança mútua entre Kommodore e ajudante que foi testada em muito mais de 100 batalhas aéreas, mas nele eu perdi meu melhor amigo, de quem eu poderia depender não importa em que situação.

Ele é creditado com 67 vitórias aéreas em 657 missões. Entre eles estavam 17 P-38 Lightnings, tornando-o o ás com mais vitórias sobre P-38 Lightnings na guerra.

## Sumário da Carreira

### Reivindicações de vitórias aéreas
De acordo com Spick, Schnell foi creditado com 67 vitórias aéreas conquistadas em 540 missões de combate. Este número inclui 13 vitórias aéreas no Norte da África, mais 40 vitórias aéreas no teatro Mediterrâneo e mais 14 na Frente Oriental. Matthews e Foreman, autores de Luftwaffe Aces — Biographies and Victory Claims, pesquisaram os Arquivos Federais Alemães e encontraram documentação para 68 reivindicações de vitória aérea, além de uma outra afirmação não confirmada. Este número inclui 14 reivindicações na Frente Oriental e 54 sobre os Aliados Ocidentais, incluindo três bombardeiros quadrimotores.
| Crônica de vitórias aéreas | Crônica de vitórias aéreas | Crônica de vitórias aéreas | Crônica de vitórias aéreas | Crônica de vitórias aéreas                                                                       | Crônica de vitórias aéreas | Crônica de vitórias aéreas | Crônica de vitórias aéreas | Crônica de vitórias aéreas | Crônica de vitórias aéreas                                                 |
| --- | -------------------------- | -------------------------- | -------------------------- | ------------------------------------------------------------------------------------------------ | -------------------------- | -------------------------- | -------------------------- | -------------------------- | -------------------------------------------------------------------------- |
| Este e o – (meia-risca) indicam reivindicações de vitória aérea não confirmadas para as quais Schieß não recebeu crédito. Este e o ? (ponto de interrogação) indica discrepâncias de informações listadas por Prien, Stemmer, Rodeike, Bock, Matthews e Foreman. |                            |                            |                            |                                                                                                  |                            |                            |                            |                            |                                                                            |
| Nº | Data                       | Hora                       | Modelo                     | Localização                                                                                      | Nº                         | Data                       | Hora                       | Modelo                     | Localização                                                                |
| – Stab da Jagdgeschwader 53 – Operação Barbarossa — 22 de junho – 6 de agosto de 1941 |                            |                            |                            |                                                                                                  |                            |                            |                            |                            |                                                                            |
| 1 | 22 de junho de 1941        | 07:25                      | I-153                      | noroeste de Kobryn                                                                               | 8                          | 14 de julho de 1941        | 11:00                      | SB-3                       |                                                                            |
| 2 | 22 de junho de 1941        | 16:35                      | DB-3                       | Biała Podlaska                                                                                   | 9                          | 20 de julho de 1941        | 17:52                      | I-15                       | proximidade de Uman                                                        |
| 3 | 24 de junho de 1941        | 10:00                      | SB-2                       | noroeste de Kobryn                                                                               | 10                         | 23 de julho de 1941        | 06:33                      | I-16                       | proximidade de Uman                                                        |
| 4 | 24 de junho de 1941        | 10:10                      | SB-2                       | proximidade de Kobryn                                                                            | 11                         | 24 de julho de 1941        | 11:45                      | I-16                       | proximidade de Uman                                                        |
| 5 | 29 de junho de 1941        | 19:55                      | SB-3                       | proximidade de Bobruisk                                                                          | 12                         | 25 de julho de 1941        | 18:14                      | I-15                       | nordeste de Bila Tserkva                                                   |
| 6 | 6 de julho de 1941         | 14:05                      | DB-3                       | leste de Polonne                                                                                 | 13                         | 26 de julho de 1941        | 11:00                      | V-11 (Il-2)                |                                                                            |
| 7 | 7 de julho de 1941         | 06:15                      | SB-3                       | leste de Polonne                                                                                 | 14                         | 29 de julho de 1941        | 17:02                      | SB-3                       |                                                                            |
| – Stab da Jagdgeschwader 53 – Frente do Mediterrâneo — 15 de dezembro de 1941 – 31 de dezembro de 1942 |                            |                            |                            |                                                                                                  |                            |                            |                            |                            |                                                                            |
| 15 | 25 de janeiro de 1942      | 10:49                      | Hurricane                  | sul de Malta, ao sul de La Valletta                                                              | 24                         | 17 de outubro de 1942      | 13:41?                     | Spitfire                   | 5 km (3,1 mi) ao norte de La Valletta                                      |
| 16 | 24 de fevereiro de 1942    | 16:00                      | Hurricane                  | proximidade de Malta                                                                             | 25                         | 17 de novembro de 1942     | 13:37                      | Spitfire                   | Porto de Bône                                                              |
| 17 | 15 de junho de 1942        | 15:15                      | Beaufighter                | oeste de Linosa                                                                                  | 26                         | 25 de novembro de 1942     | 12:00                      | Spitfire                   | 10 km (6,2 mi) ao norte-noroeste de Majaz al Bab                           |
| 18 | 7 de julho de 1942         | 10:47                      | Spitfire                   | proximidade de Malta                                                                             | 27                         | 3 de dezembro de 1942      | 11:41                      | P-38                       | La Garaet Achkil                                                           |
| 19 | 9 de julho de 1942         | 12:20                      | Spitfire                   | proximidade de Malta                                                                             | 28                         | 4 de dezembro de 1942      | 16:04                      | Boston                     | 6 km (3,7 mi) ao sul de Jefna                                              |
| 20 | 14 de julho de 1942        | 10:32                      | Spitfire                   | 5 km (3,1 mi) a leste-sudeste de La Valetta 5 km (3,1 mi) a leste-nordeste de Zonqor Point Malta | 29                         | 5 de dezembro de 1942      | 15:40                      | P-38                       | 5 km (3,1 mi) a oeste de Djebel Abiod                                      |
| 21 | 18 de julho de 1942        | 14:33                      | Spitfire                   | 5 km (3,1 mi) ao norte de La Valetta                                                             | —                          | 5 de dezembro de 1942      | 15:42                      | P-38                       | oeste de Djebel Abiod                                                      |
| 22 | 26 de agosto de 1942       | 13:17                      | Spitfire                   | 12 km (7,5 mi) ao sul de La Valetta                                                              | 30                         | 6 de dezembro de 1942      | 15:58                      | Dragonfly                  | 18 km (11 mi) ao sul de Djebel Abiod                                       |
| 23 | 11 de outubro de 1942      | 14:35                      | Spitfire                   | proximidade de Malta                                                                             | 31                         | 18 de dezembro de 1942     | 11:08                      | Spitfire                   | 20 km (12 mi) a oeste de Jefna                                             |
| – Stab da Jagdgeschwader 53 – Frente do Mediterrâneo — 1 de janeiro – 15 de fevereiro de 1943 |                            |                            |                            |                                                                                                  |                            |                            |                            |                            |                                                                            |
| 32 | 2 de janeiro de 1943       | 09:07                      | Spitfire                   | 20 km (12 mi) a leste de Bône                                                                    | 35                         | 17 de janeiro de 1943      | 14:00                      | P-38                       | 28 km (17 mi) a nordeste de Béja                                           |
| 33 | 4 de janeiro de 1943       | 12:23                      | P-40                       | 20 km (12 mi) a sudoeste de Sbeitla a sudoeste de Pichon                                         | 36                         | 29 de janeiro de 1943      | 11:10                      | B-17                       | 15 km (9,3 mi) a nordeste de Béja                                          |
| 34 | 16 de janeiro de 1943      | 13:48                      | Hurricane                  | 15 km (9,3 mi) a oeste-sudoeste de Tebourba 18 km (11 mi) a sudeste de Mateur                    | 37                         | 29 de janeiro de 1943      | 11:30                      | P-38                       | 12 km (7,5 mi) a nordeste de Bou Arada 12 km (7,5 mi) a sudoeste de Mateur |
| – 8. Staffel da Jagdgeschwader 53 – Frente do Mediterrâneo — 16 de fevereiro – 2 de setembro de 1943 |                            |                            |                            |                                                                                                  |                            |                            |                            |                            |                                                                            |
| 38 | 26 de fevereiro de 1943    | 17:02                      | Spitfire                   | 40 km (25 mi) ao norte de La Valetta                                                             | 54                         | 11 de junho de 1943        | 15:37                      | Spitfire                   | 20 km (12 mi) a noroeste de Pantelleria                                    |
| 39 | 25 de março de 1943        | 09:44                      | Spitfire                   | 5 km (3,1 mi) a noroeste de La Valetta                                                           | 55                         | 25 de junho de 1943        | 12:13                      | B-17                       | 30 km (19 mi) ao sul de Stromboli                                          |
| 40 | 5 de abril de 1943         | 19:00                      | Spitfire                   | a sudoeste de Béja                                                                               | 56                         | 19 de agosto de 1943       | 12:20                      | B-17                       | 40 km (25 mi) a sudeste de Benevento                                       |
| 41 | 11 de abril de 1943        | 09:59                      | Spitfire                   | 3 km (1,9 mi) ao norte de Mateur 7 km (4,3 mi) ao sul de Tunis                                   | 57                         | 20 de agosto de 1943       | 12:43                      | P-38                       | 12 km (7,5 mi) ao norte de Grazzanise                                      |
| 42 | 17 de abril de 1943        | 19:14                      | Spitfire                   | 18 km (11 mi) ao norte de Medjez el Bab proximidade de Cap Vito                                  | 58                         | 21 de agosto de 1943       | 13:04                      | B-26                       | 12 km (7,5 mi) a oeste de Capua                                            |
| 43 | 18 de abril de 1943        | 18:07                      | Spitfire                   | 24 km (15 mi) a sudoeste de Mateur                                                               | 59                         | 22 de agosto de 1943       | 12:17                      | B-26                       | 50 km (31 mi) a sudoeste de Capri                                          |
| 44 | 29 de abril de 1943        | 16:02                      | P-38                       | 3 km (1,9 mi) ao norte de Cabo Farina                                                            | 60                         | 23 de agosto de 1943       | 11:30                      | Catalina                   | ao sul de Capri                                                            |
| 45 | 8 de maio de 1943          | 18:45                      | P-40                       | 8 km (5,0 mi) a sudeste de Cabo Bon                                                              | ?                          | 26 de agosto de 1943       | 12:52                      | B-26                       |                                                                            |
| 46 | 8 de maio de 1943          | 19:00                      | P-40                       | 10 km (6,2 mi) a nordeste de Zembra 18 km (11 mi) a leste de Kelebia                             | 61                         | 26 de agosto de 1943       | 12:52?                     | P-38                       | 8 km (5,0 mi) ao sul de Gaeta 2 km (1,2 mi) a oeste de Grazzanise          |
| ? | 11 de maio de 1943         | 12:25                      | P-40                       | 10 km (6,2 mi) a sudoeste de Marsala                                                             | 62                         | 27 de agosto de 1943       | 12:39?                     | B-25                       | 15 km (9,3 mi) a nordeste de Capua 10 km (6,2 mi) ao norte de Benevento    |
| 47 | 18 de maio de 1943         | 14:15                      | P-38                       | a noroeste de Trapani                                                                            | 63                         | 27 de agosto de 1943       | 12:51?                     | P-38                       | 10 km (6,2 mi) a oeste de Benevento 40 km (25 mi) ao sul de Capri          |
| 49 | 19 de maio de 1943         | 13:47                      | P-38                       | 36 km (22 mi) a oeste de Marettimo                                                               | 64                         | 28 de agosto de 1943       | 15:43                      | P-38                       | 2 km (1,2 mi) a leste de Altamura a leste de Castel Volturno               |
| 50 | 21 de maio de 1943         | 11:24                      | P-38                       | 40 km (25 mi) ao norte de Pantelleria                                                            | 65                         | 28 de agosto de 1943       | 15:51?                     | P-38                       | a leste de Castel Volturno 2 km (1,2 mi) a leste de Albaccora              |
| 51 | 25 de maio de 1943         | 11:03?                     | P-38                       | 30 km (19 mi) a noroeste de Trapani                                                              | 66                         | 30 de agosto de 1943       | 12:06                      | P-38                       | sudoeste de Castel Volturno                                                |
| 52 | 6 de junho de 1943         | 06:42                      | Boston                     | 20 km (12 mi) a noroeste de Pantelleria                                                          | 67                         | 30 de agosto de 1943       | 12:15                      | P-38                       | sudoeste de Castel Volturno                                                |
| 53 | 10 de junho de 1943        | 15:50                      | P-40                       | 1 km (0,62 mi) a oeste de Pantelleria                                                            |                            |                            |                            |                            |                                                                            |

### Condecorações
- Troféu de Honra da Luftwaffe (7 de setembro de 1942) como Leutnant e piloto[29]
- Cruz Germânica em Ouro (23 de janeiro de 1943) como Leutnant no Stab/JG 53[6]
- Cruz de Cavaleiro da Cruz de Ferro (21 de junho de 1943) como Oberleutnant e Staffelkapitän do 8./JG 53[30][31]